# Zsuzsa Verőci
Zsuzsa Verőci (* 19. Februar 1949 in Budapest) ist eine ungarische Schachmeisterin.

## Leben

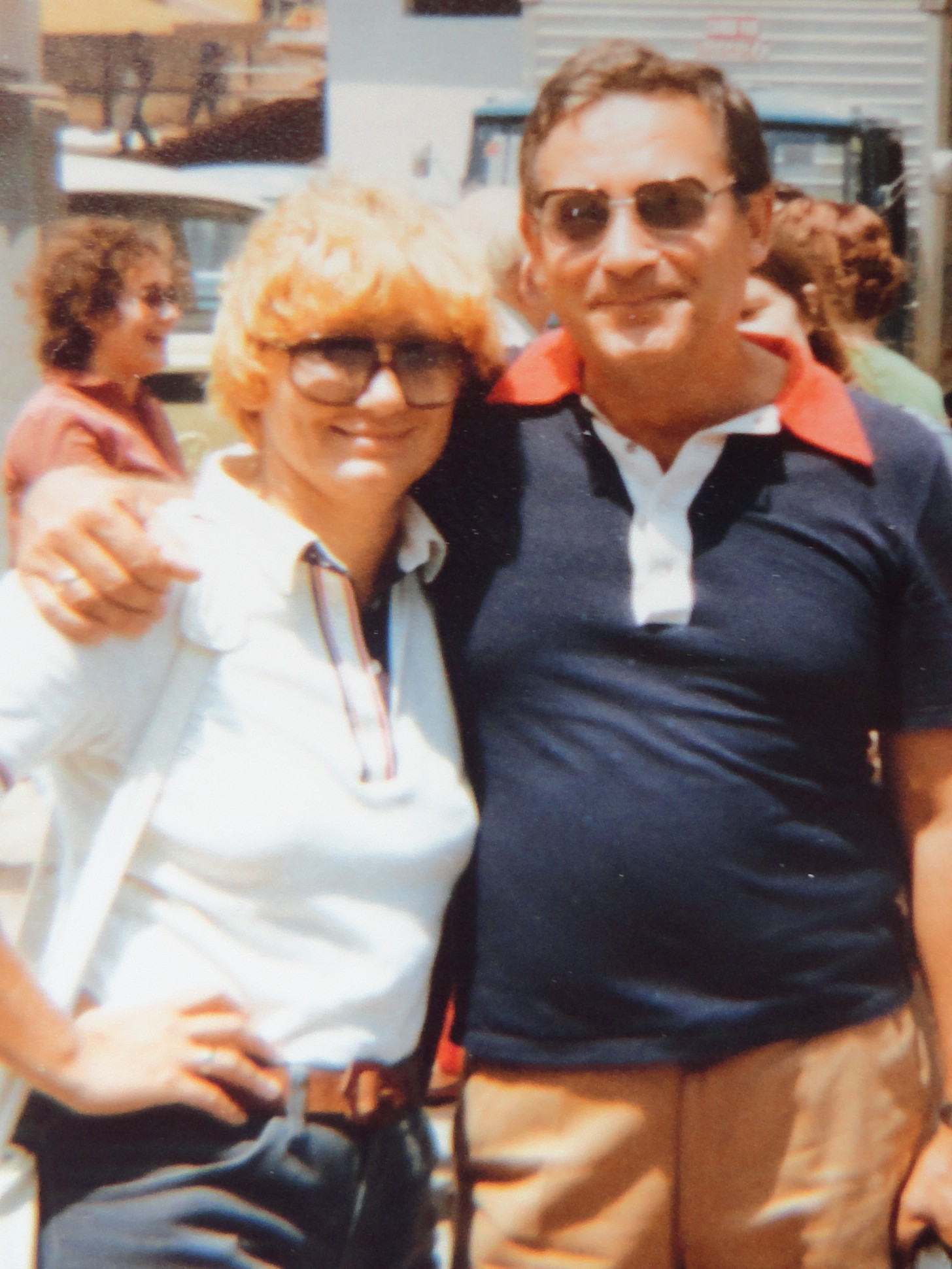
Veröci und Petronic in Rio, Interzonenturnier 1979

Sie hat das Schachspiel von ihrem älteren Bruder gelernt und mit elf das erste Turnier gespielt. 1969 wurde sie Internationaler Meister der Frauen (WIM), 1978 erhielt sie den Titel Großmeister der Frauen (WGM). Ihr Vorname wird in der langen Form Zsuzsanna geschrieben, der Nachname war nach dem Ehemann auch Verőci-Petronić (Veroci-Petronic), selten Petronić (Petronic).
Verőci gehörte zur erweiterten Frauenweltspitze, ihr bestes Ergebnis war der 2. Platz hinter Nana Iosseliani beim Interzonenturnier 1979 in Rio de Janeiro. Im Achtelfinale des Kandidatenturniers hat sie 1980 in Donji Milanovac gegen Nana Iosseliani 3:6 verloren.
Verőci siegte oder belegte vordere Plätze in mehreren Turnieren: 2. Platz beim Internationalen Damenschachturnier Dortmund 1982, 2. Platz bei einem Frauenturnier in Jajce (1983 und 1984), 3. Platz bei dem Zonenturnier in Balatonfüred (1987) und 1. Platz bei einem Frauenturnier in Belgrad (1989).
Ihre beste Elo-Zahl von 2415 hatte Verőci im Januar 1987. Sie ist seit 1995 auch internationale Schiedsrichterin. Als Hauptschiedsrichterin agierte sie beim Mitropa Cup 2007 und der Frauenweltmeisterschaft 2008 und 2015.

## Nationalmannschaft
Mit der ungarischen Frauenmannschaft nahm sie an den Schacholympiaden 1966, 1969, 1972, 1974, 1978, 1980, Schacholympiade 1982, 1984, 1986 und 1992 teil, wobei sie 86 Punkte aus 118 Partien erreicht hat. Sie erreichte mit der Mannschaft 1969, 1978, 1980 und 1986 den zweiten, 1972 und 1982 den dritten Platz; in der Einzelwertung erreichte sie 1969 am zweiten, 1980 am ersten Brett und 1992 am dritten Brett jeweils den zweiten Platz, 1982 und 1984 jeweils den dritten Platz am ersten Brett. Außerdem vertrat sie Ungarn bei der Mannschaftseuropameisterschaft der Frauen 1992.

## Vereine
Verőci spielte für den Kazincbarcika Városi Sakk Club, mit dem sie von 2007 bis 2010 in der NB I. Szabó László csoport (der höchsten Spielklasse der ungarischen Mannschaftsmeisterschaft) spielte. In der Saison 2018/19 spielte sie für DVTK Sport Korlátolt Felelősségű Társaság.